# Gilbert Langevin
Pour les articles homonymes, voir Langevin.
Gilbert Langevin (27 avril 1938 - 18 octobre 1995) est un poète canadien (québécois) engagé et en faveur du souverainisme du Québec.

## Biographie
Né à La Doré au Saguenay–Lac-Saint-Jean en 1938, il écrit d'abord dans les revues Liberté, La Barre du jour et Hobo-Québec. Puis, il fonde les éditions Atys en 1959. Il publie plus d'une trentaine de recueils de poésie (Atys et autres maisons d'édition) ainsi que des chansons populaires, dont plusieurs pour Pauline Julien et pour le groupe de rock québécois Offenbach.
Le fonds d’archives de Gilbert Langevin  (MSS44) est conservé au centre BAnQ Vieux-Montréal de Bibliothèque et Archives nationales du Québec.

## Œuvre
Gilbert Langevin, qui a produit, une œuvre importante, a plus ou moins été boudé par la critique à cause, sans doute, de sa personnalité dérangeante, de sa marginalité. Ainsi aurait été plus ou moins occulté son projet d'écriture qui se voulait l'instauration même d'une poésie ancrée dans la vie, une « poévie ». C'est dire que l'écriture et la liberté étaient très liées dans l'œuvre. On peut dès lors affirmer que la vie et l'œuvre de Gilbert Langevin portaient à un très haut niveau le sens critique et la révolte créatrice. L'écrivain n'a pas cessé d'élaborer une poésie de la fraternité dans l'aliénation et la dépossession, tant pour l'individu que pour la collectivité, à travers plusieurs genres littéraires : la poésie, la chanson, la prose ainsi que des aphorismes. Selon Pierre Nepveu, « [l]a poésie de Langevin s'installe d'emblée, et pour y
rester, sur la scène d'une immense tragi-comédie, où le
poète est aussi bien acteur que victime ». Cette écriture, même si elle est assez proche des problèmes sociaux du Québec, rappelle plutôt l'universalité de la condition humaine ; elle se révèle imprégnée de la difficulté d'être dans un univers d'où la métaphysique et le sacré ont été bannis.

## Honneurs
- 1966 - Prix Du Maurier pour "Un peu plus d'ombre au dos de la falaise"
- 1994 - Prix Alain-Grandbois pour "Le cercle ouvert"

## Publications
- À la gueule du jour, Gilbert Langevin, Montréal, Éditions Atys, 1959. Note : Date de l'achevé d'imprimer: le 5 mars 1959.
- Poèmes à l'effigie de Larouche, Larsen, Miron, Carrier, Chatillon, Caron, Marguère et moi, Gilbert Langevin Montréal, Éditions Atys, 1960?
- Symptômes, Gilbert Langevin, poèmes, 1959-1960, Montréal, les Éditions Atys, 1963? Note : Date de l'achevé d'imprimer : mars 1963.
- Un peu plus d'ombre au dos de la falaise, Gilbert Langevin 1961-1962 [Montréal] : les Éditions Estérel, c1966. Note : Date de l'achevé d'imprimer: le premier mai mil neuf cent soixante-six.
- Noctuaire, Gilbert Langevin, Montréal, les Éditions Estérel, c1967.
- Pour une aube, Gilbert Langevin, Montréal, les Éditions Estérel, c1967. Note : Date de l'achevé d'imprimer: le vingt-deux juillet mil neuf cent soixante-sept.
- Ouvrir le feu, Gilbert Langevin, Montréal, Éditions du Jour, c1971.
- Stress, Gilbert Langevin, Montréal, Éditions du Jour, c1971.
- Origines, 1959-1967, Gilbert Langevin, Montréal, Éditions du Jour, 1971. Note : Sommaire: À la gueule du jour. - Symptômes. - Un peu plus d'ombre au dos de la falaise. - Noctuaire. - Pour une aube.
- Les écrits de Zéro Legel, Gilbert Langevin, Montréal, Éditions du Jour, 1972. Note : Sommaire: Sér. 1 Les tiroirs. - Les béquilles du ciel. - Contes pour dormir. - Les fleurs du bal. - Torpilles sous cloche.
- La douche ou la seringue, Gilbert Langevin ; postface de Lucien Francoeur, Montréal, Éditions du Jour, 1973. Note : Deuxième série des Écrits de Zéro Legel.
- Novembre, suivi de La vue du sang, Gilbert Langevin, Montréal, Éditions du Jour, 1973.
- Chansons et poèmes, Gilbert Langevin, Montréal, Éditions québécoises / Éditions Vert blanc rouge, 1973 / 1974.
- Griefs, Gilbert Langevin, poégrammes, Montréal, L'Hexagone, 1975.
- L'avion rose : écrits de Zéro Legel, troisième série, Gilbert Langevin, Montréal, La Presse, c1976.  (ISBN 0777701308)
- Mon refuge est un volcan, Gilbert Langevin ; avec neuf ill. de Carl Daoust, Montréal, L'Hexagone, 1977.
- Le Fou solidaire, Gilbert Langevin ; illustrations de Jocelyne Messier, Montréal, L'Hexagone, 1980.   (ISBN 2890061752)
- Issue de secours, Gilbert Langevin ; illustrations de l'auteur, Montréal, L'Hexagone, 1981.  (ISBN 2890061914) (br.)
- Fables du temps rauque (pour l'enfant d'autrefois), textes : Gilbert Langevin ; gravures :Monique Dussault, Montréal, Éditions du Pôle, 1981.
- Les Mains libres, Gilbert Langevin, poésie, Montréal, Parti pris, c1983,   (ISBN 2760201597) (br.)
- Entre l'inerte et les clameurs, Gilbert Langevin, Trois-Rivières, Écrits des Forges, c1985.    (ISBN 289046072X) (br.)
- Comme un lexique des abîmes, Gilbert Langevin, Trois-Rivières, Écrits des Forges, c1986.   (ISBN 2890460851) (br.)
- Body of night, Gilbert Langevin, translated and edited by Marc Plourde, selected poems, Montréal, Guernica, c1987,  (ISBN 0919349471)(br.) /   (ISBN 0919349463)(rel.)
- Au plaisir, Gilbert Langevin, Trois-Rivières, Écrits des Forges, c1987.  (ISBN 2890461092)(br.)
- La Saison hantée, Gilbert Langevin, Trois-Rivières, Écrits des Forges, c1988.   (ISBN 2890461394) (br.)
- Ultimacolor : espace appelle écho, Gilbert Langevin, Jonquière, Sagamie/Québec, 1988.   (ISBN 2893330118) (br.)
- Né en avril, Gilbert Langevin, textes poétiques suivis d'une lettre manuscrite de Gaston Miron, Trois-Rivières, Écrits des Forges, c1989.   (ISBN 2890461599) (br.)
- Les Vulnérables, Gilbert Langevin, Jean Hallal, poésie, Montréal, L'Hexagone, c1990.  (ISBN 2890064182)(br.)
- Haut risque, Gilbert Langevin, Trois-Rivières, Écrits des Forges, c1990.  (ISBN 2890461963) (br.)
- Le dernier nom de la terre, Gilbert Langevin, poésie, Montréal, L'Hexagone, 1992.  (ISBN 2-89006-466-2)(br.)
- Confidences aux gens de l'archipel, quatrième série des écrits de Zéro Legel, Gilbert Langevin, Montréal, Triptyque, 1993.  (ISBN 2-89031-171-6)(br.)
- Le cercle ouvert suivi de Hors les murs ; Chemin fragile ; L'eau souterraine, Gilbert Langevin, poésie, Montréal, L'Hexagone, 1993.  (ISBN 2-89006-490-5) (br.)
- Poévie, Gilbert Langevin, anthologie présentée par Normand Baillargeon, poésie, chansons, prose et aphorismes, Montréal, Typo, 1997.   (ISBN 2-89295-132-1)(br.)
- La voix que j'ai, Gilbert Langevin, recueil préparé par André Gervais, chansons choisies, Montréal : VLB, 1997.  (ISBN 2-89005-654-6) (br.)